# Elymnias mimalon
Elymnias mimalon är en fjärilsart som beskrevs av William Chapman Hewitson 1861. Elymnias mimalon ingår i släktet Elymnias och familjen praktfjärilar. Inga underarter finns listade i Catalogue of Life.